# Sucre
Sucre – konstytucyjna stolica Boliwii i zarazem stolica departamentu Chuquisaca. Jest 6. co do wielkości miastem Boliwii (351 917 osób w 2013 roku). W Sucre mieści się Sąd Najwyższy Boliwii.
Sucre znajduje się w środkowo-południowej części kraju. Leży na wysokości 2700–2810 m n.p.m., u podnóży Kordyliery Środkowej. Znajduje się w strefie klimatu wysokogórskiego tropikalnego, z łagodnymi temperaturami przez cały rok. Najwyższa zanotowana temperatura w mieście to 34.7 °C, natomiast najniższa zanotowana temperatura wynosi –6 °C.

## Nazwa
Sucre zwane jest miastem o czterech nazwach (la Ciudad de los Cuatro Nombres):
- W czasach przedhiszpańskich (do 1540 roku) było osadą indiańską zwaną Charcas.
- W tym miejscu w 1540 konkwistador Pedro Anzures założył w tym miejscu miasto Ciudad de la Plata de la Nueva Toledo ("Srebrne Miasto Nowe Toledo"), skrótowo La Plata.
- Od 1776 do 1839 miasto nosiło nazwę Chuquisaca, nawiązującą do przedhiszpańskiej nazwy tych terenów (taką nazwę nosi też departament, którego stolicą jest Sucre).
- Obecna nazwa Sucre odnosi się do pierwszego prezydenta Boliwii – generała Antonio José de Sucre, rewolucyjnego przywódcy, który walczył z Hiszpanami w bitwie pod Ayacucho 9 grudnia 1824. Nazwę tę miasto nosi oficjalnie od 1839 roku[2][3].

Sucre czasem nazywane jest też La Ciudad Blanca ("Białe miasto") od koloru tutejszych budynków.

## Historia
Przed pojawieniem się Hiszpanów w Charcas obywatele osady byli konkurentami Inków. Hiszpańskie miasto zostało tu założone najprawdopodobniej przez konkwistadora Pedro Anzuresa 16 kwietnia 1540 r., chociaż niektórzy historycy opowiadają się za datą wcześniejszą, rokiem 1538. Do 1776 roku cały teren posiadał nazwę Audiencia de Charcas jako część Wicekrólestwa Peru (zamorskiego terytorium Hiszpanii), następnie kolonia została włączona do nowopowstałego Wicekrólestwa La Platy.
W 1555 r. Villa de La Plata została podniesiona do rangi miasta dekretem królewskim cesarza Hiszpanii Karola I i otrzymała jako sztandar Krzyż Świętego Andrzeja, legitymizujący działanie samorządu lokalnego i przyznający administrację nad eksploatacją srebra z kopalni w Potosí. W 1601 r. w mieście franciszkanie hiszpańscy założyli klasztor Recoleta. W 1609 roku w mieście zostało utworzone nowe arcybiskupstwo. W 1624 r. w mieście założono Uniwersytet Franciszka Ksawerego (Universidad Mayor Real y Pontificia de San Francisco Xavier de Chuquisaca), czwarty jezuicki uniwersytet na terenach Ameryki.
25 maja 1809 roku uderzeniem dzwonu bazyliki św. Franciszka zapoczątkowano ruch niepodległościowy w Boliwii. W 1825 r. w Casa de la Libertad ("Domu Wolności") podpisano akt założycielski Republiki Boliwii, a rok później miasto wyznaczono na stolicę kraju. W 1839 r. stołeczny status miasta potwierdził ustawą prezydent José Miguel de Velasco. Ustawa zmieniała także nazwę miasta na Sucre.
W Sucre swoją siedzibę miały wszystkie organy władzy aż do czasów boliwijskiej wojny domowej, zwanej także wojną federalną (1898–1899). Kiedy Partia Liberalna i Partia Konserwatywna Boliwii starły się w walce o władzę polityczną, właściciele kopalń i majątków ziemskich z La Paz opowiedzieli się za tymi pierwszymi, zaś właściciele z Sucre za tymi drugimi. Liberałowie obalili konserwatystów i natychmiast zaproponowali przeniesienie siedziby rządu do La Paz. Nastąpiło jednak w tej kwestii porozumienie – La Paz stało się siedzibą władzy wykonawczej i ustawodawczej rządu Boliwii, a władza sądownicza pozostała w Sucre. Sucre pozostało jednak oficjalną stolicą.
W 2005 r. narodził się ruch na rzecz przywrócenia Sucre wszystkich trzech organów władzy, a napięcie między Sucre i La Paz zaczęło rosnąć. We wrześniu 2008 r. tysiące mieszkańców stolicy wzięło udział w protestach i manifestacjach. Rząd oskarżył ich o szerzenie podziałów i separatyzmu w kraju, a kontrmanifestacje odbywały się w La Paz i El Alto. Propozycja Sucre została stanowczo odrzucona podczas debat w kongresie.

## Administracja
Administracja miasta składa się z władzy ustawodawczej i wykonawczej. Władza wykonawcza to burmistrz wybierany w wyborach powszechnych na 5 lat. Władzę ustawodawczą stanowi 11-osobowa rada miasta: z której wybierani są: prezydent, wiceprezydent i sekretarz miasta.
Sucre składa się z 8 ponumerowanych dzielnic, pierwsze pięć to dzielnice miejskie natomiast dzielnice 6, 7, 8 to dzielnice podmiejskie. Dzielnice są administrowane przez wiceburmistrzów (hiszp. subalcalde), mianowanych przez burmistrza miasta.

## Edukacja
Uczelnie wyższe w Sucre:
- Universidad Mayor Real y Pontificia de San Francisco Xavier de Chuquisaca – USFX (jeden z najwcześniej założonych uniwersytetów w Ameryce – w 1624 roku)

- Universidad Privada del Valle – „Univalle”
- Escuela Nacional de Maestros – Mariscal Sucre
- Universidad Privada Domingo Savio
- Universidad Andina Simón Bolívar

## Transport
30 kilometrów na południe od Sucre znajduje się Międzynarodowe Lotnisko Alcantarí, otwarte 15 maja 2016 roku. Zastąpiło port lotniczy Juana Azurduy de Padilla, który dzisiaj służy celom militarnym jako główna baza Sił Powietrznych Boliwii.

## Zabytki
W 1991 roku Sucre zostało wpisane na listę światowego dziedzictwa UNESCO.
- Katedra Metropolitalna – zbudowana w latach 1559-1712
- Bazylika San Francisco de Charcas – z lat 1539-1581, znajduje się tu Dzwon Wolności, którym zadzwoniono na początku rewolucji w 1809 roku
- Casa de la Libertad ("Dom Wolności") – z 1621 r., przechowywana jest tu Deklaracja Niepodległości Boliwii
- klasztor franciszkański Recoleta – ufundowany w 1601 r., stara kaplica franciszkańska stoi na świątyni boga Tanga Tanga
- klasztor San Felipe Neri – neoklasycystyczny klasztor i kościół, budowę datuje się na rok 1779.

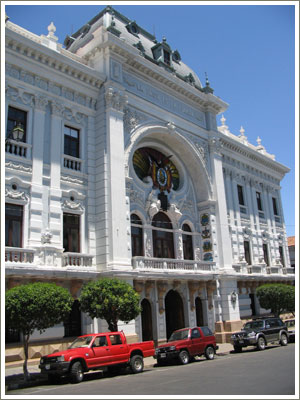
Budynek prefektury
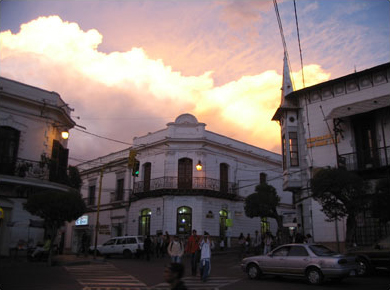
Centrum Sucre
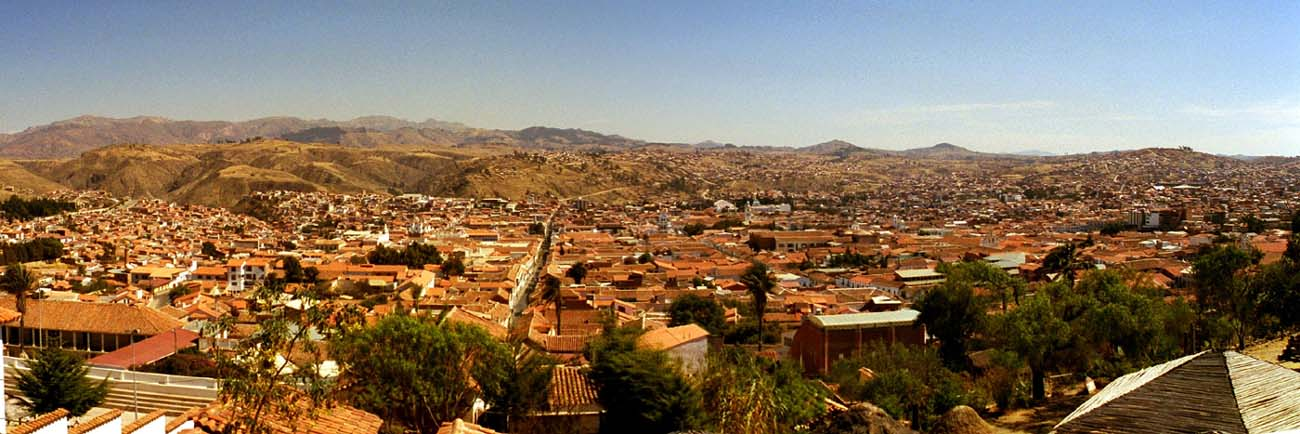
Panorama Sucre

## Współpraca
Miejscowości partnerskie:
- Huaura, Peru
- La Plata, Argentyna
- Mechelen, Belgia
- San Salvador de Jujuy, Argentyna
- Tunja, Kolumbia